# (32372) 2000 QL159
2000 QL159 (asteroide 32372) é um asteroide da cintura principal. Possui uma excentricidade de 0.10612750 e uma inclinação de 9.72118º.
Este asteroide foi descoberto no dia 31 de agosto de 2000 por LINEAR em Socorro.